# Paul Féval
Paul Féval tatăl (n. 29 septembrie 1816, Hôtel de Blossac⁠(d), Bretagne, Franța – d. 7 martie 1887, Paris, Île-de-France, Franța) a fost un scriitor francez. Este cel mai cunoscut ca autor al romanelor Lupul alb (Le Loup blanc) și Cocoșatul (Le Bossu).

## Lucrări
- 1841 : Le Club des phoques
- 1843 : Les Mystères de Londres
- 1843 : Le Capitaine Spartacus

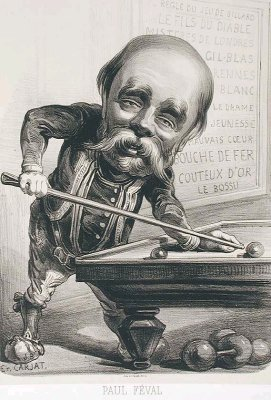
Caricatură de Étienne Carjat (litotipografie).

- 1843 : Les Chevaliers du Firmament - republicat sub titlul Les Fanfarons du Roi
- 1843 : Le Loup blanc
- 1844 : Fontaine aux perles
- 1844 : Les Aventures d'un émigré
- 1845 : Les Contes de nos pères
- 1845 : La Forêt de Rennes - conține Le Loup blanc și Le Banquier de cire
- 1845 : Les Amours de Paris
- 1846 : La Quittance de minuit - republicat în 2006 ca Les Molly-Maguires
- 1846 : Le Fils du diable
- 1848 : Le Château de Croïat
- 1849-1850 : Les Belles-de-nuit ou Les Anges de la famille
- 1850 : La Fée des grèves
- 1850 : Beau Démon
- 1851 : Le Capitaine Simon
- 1852 : Les Nuits de Paris
- 1852 : La Forêt noire - republicat sub titlul La Reine des épées
- 1851-1852 : Les Tribunaux secrets
- 1851-1852 : Frère tranquille
- 1853 : Monsieur de Charette (chanson)
- 1855-1856 : La Louve
- 1855-1856 : L'Homme de fer
- 1856 : Madame Gil Blas, souvenirs et aventures d'une femme de notre temps
- 1856 : Les Couteaux d'or
- 1857 : Le Bossu ou le Petit Parisien
- 1857 : Les Compagnons du silence
- 1857 : Les Errants de la nuit
- 1858 : La fabrique des mariages
- 1859 : Le Roi des gueux
- 1860 : Le Chevalier Tènèbre
- 1861 : Le Drame de la jeunesse
- 1862 : Le Capitaine fantôme
- 1862 : Valentine de Rohan, (suite de La Louve)
- 1862 : Jean Diable
- 1863 : Le Poisson d'or
- 1863 : La Fille du juif errant
- 1863-1875 : Les Habits noirs
  - Les Habits noirs (1863); prefață de Jacques Bergier
  - Cœur d'Acier (1866)
  - L'avaleur de sabre (1867)
  - La Rue de Jerusalem (1868)
  - L'arme invisible (1869) ; cuvânt înainte de Paul Féval
  -  Les Compagnons du Trésor (1872)
  -  La Bande Cadet (1875) ; postfață și tabel cronologic de François Le Lionnais publicat de Marabout și Robert Laffont, colecția Bouquins
- 1865 : La Vampire
- 1865-1866 : La Cavalière
- 1866 : La Fabrique de crimes
- 1867 : Annette Laïs
- 1868 : Le Cavalier Fortune
- 1869 : Le Quai de la ferraille
- 1871 : Le Dernier Vivant
- 1873 : Le Chevalier de Keramour
- 1874 : Les Cinq
- 1875 : La Ville-Vampire
- 1876 : La Première Aventure de Corentin Quimper
- 1876 : Châteaupauvre - Voyage au Dernier Pays de Bretagne
- 1877 : Les étapes d'une conversion
- 1877 : Jesuites!
- 1877 : Le Dernier Chevalier
- 1879 : Les Merveilles du Mont Saint-Michel

## Traduceri (selecție)
- Fiul diavolului (Le Fils du diable)
- Misterele Londrei (Les Mystères de Londres)
  -  Gentilomii nopții
  - Fiica spânzuratului
  - Marea familie
  - Marchizul de Rio-Santo
- Fracurile negre (Les Habits noirs)(în 1977, editura "Cartea Românească" a publicat-o cu numele "Mănușa de oțel", traducerea de Neli Arsenescu-Costinescu.)
  - Fracurile negre
  - Inima de oțel
  - Strada Jerusalem
  - Arma nevăzută
  -  Mama Leo
  - Înghițitorul de săbii
  - Cavalerii tezaurului
  - Banda Cadet

## Adaptări
- Le Bossu - Cocoșatul :
  - Cocoșatul (Le Bossu ou le Petit Parisien, 1925), film francez de Jean Kemm
  - Cocoșatul (Le Bossu, 1944), film francez de Jean Delannoy
  - Cocoșatul (Le Bossu, 1959), film francez de André Hunebelle
  - Cocoșatul (Le Bossu, 1997), film francez de Philippe de Broca
- Lagardère, (Le Fils de Lagardère, 1952), film italian de Fernando Cerchio
- Les Habits noirs (1967), film serial TV francez de René Lucot
- Aventurile lui Lagardère (Lagardère, 1967), film serial TV francez de Jean-Pierre Decourt
- Lagardère (2003), film TV francez în 2 părți de Henri Helman
- Le Loup blanc, feuilleton télévisé, (1977) de Jean-Pierre Decourt.

## Legături externe
- Paul Féval la Internet Movie Database

## Vezi și
- Paul Féval, fiul
- Listă de scriitori francezi de literatură științifico-fantastică
- Roman de capă și spadă